# Distretto di Słupsk
Il distretto di Słupsk (in polacco powiat słupski) è un distretto polacco appartenente al voivodato della Pomerania.

## Geografia antropica

### Suddivisioni amministrative
Il distretto comprende 10 comuni.
- Comuni urbani: Ustka
- Comuni urbano-rurali: Kępice
- Comuni rurali: Damnica, Dębnica Kaszubska, Główczyce, Kobylnica, Potęgowo, Słupsk, Smołdzino, Ustka